# Higurashi no Naku Koro ni
Higurashi no naku koro ni (în japoneză ひぐらしのなく頃に, textual „Când plâng greierii”) este o serie de romane audio japoneze produse de 07th Expansion. Seria gravitează în jurul unui grup de prieteni și a întâmplărilor ciudate care se petrec în satul în care locuiesc ei.  Primul joc al seriei, Onikakushi-hen, a fost lansat pe 10 august, 2002 iar ultimul din seria pentru PC, Matsuribayashi-hen, a fost lansat pe 13 august, 2006. Cu scopul de a dezvolta povestea, pe lângă conceptul original, au mai fost adăugate noi planuri narative în manga și jocuri video pentru PlayStation 2 și Nintendo DS.
În scurt timp, seria a devenit foarte populară, astfel fiind create o serie de CD-uri audio drama; primul, bazat pe ”Onikakushi-hen”, fiind lansat în mai 2005. Adaptarea manga a jocurilor a început cu opt mangaka lucrând separat la câte unul din multiplele planuri narative, sfârșind cu publicarea acesteia de editurile Square Enix și Kadokawa Shoten. Manga a fost licențiată pentru limba engleză în America de Nord de către editura Yen Press, sub numele ”Higurashi When They Cry” și va lansa primul volum în noiembrie 2008. După lansarea volumelor manga în Japonia, două serii anime au fost produse de studioul japonez Studio Deen în 2006 și 2007; o a treia serie, a fost confirmată pentru decembrie 2008. Prima serie anime în engleză a fost licențiată de Geneon sub numele ” When They Cry – Higurashi”, dar a devenit nedisponibilă din cauza hotărârii corpotației Geneon Entertainment de a oprii vinderea acesteia pe piața anime din America. Pe 3 iulie, 2008, Geneon Entertainment și Funimation Entertainment au căzut de acord cu distribuirea anumitor serii anime, inclusiv ”Higurashi”. De asemenea, un film bazat pe această serie, regizat de Ataru Oikawa, a avut premiera în Japonia în mai 2008.
Cuvântul higurashi este numele unei specii de cicadă, Tanna japonensis. „Naku” poate însemna atât „a face zgomot” (鳴く), referindu-se în special la sunetele produse de insecte, păsări sau alte organisme decât oamenii, cât și „a plânge” (泣く). Conform creatorului acestei serii, Ryukishi07, titlul oficial conține caracterul „na” scris cu roșu (な). Scrierea sa cu un caracter kana în loc de kanji permite ambele interpretări.

## Visual novels
”Higurashi” este un joc descris ca fiind un ”roman audio” de 07th Expansion. Un roman audio este asemanator unui ”visual novel”, mare parte din joc fiind dialogul dintre personaje, jucătorii interacționând puțin. Conceptul original nu conținea vocea personajelor. Un roman audio pune accentul pe atmosferă prin muzică, efecte sonore și poveste însuși, pe când un ”visual novel” pune accentul pe aspectul vizual, după cum sugerează și numele.
Jocul, de asemenea, prezintă anumite pauze în care jucătorul poate obține ponturi. Aceste ponturi constau în informații suplimentare care pot ajuta mai mult sau mai puțin jucătorul să elucideze misterul. De exemplu, unul din aceste ponturi poate fi la fel de simplu ca ”acesta este un sat mic; copii care merg la școală învață într-o singură sală indiferent de clasa în care sunt sau vârsta pe care o au”. Pe de altă parte, unele ponturi sunt valoroase, ca extrasele din articolele ziarelor în care scria de crimele care au avut loc în Hinamizawa. La începutul fiecărui plan narativ, este citită câte o poezie enigmatică de către cineva cunoscut ca Frederica Bernkastel; aceste poezii prezintă o parte din evenimentele care o să se petreacă în planul respectiv.

### Lansarea
Primul joc al seriei, intitulat ”Onikakushi-hen”, a fost lansat pe 10 august, 2002. Acesta a fost primul capitol al planurilor narative nelămurite, care au fost intitulate ”Higurashi no Naku Koro ni”. Al cincilea joc, primul capitol al planurilor narative care au ajutat la elucidarea misterului, ”Meakashi-hen”, a fost lansat pe 30 decembrie, 2004. Jocurile reprezantând planurile narative care au ajutat la elucidarea misterului au purtat numele de ”Higurashi no Naku Koro ni Kai”. Seria a fost împarțită în opt capitole—patru planuri întrebătoare urmate de patru planuri care conțineau răspunsul—și încă un capitol, creat pentru fani, cunoscut ca ”Rei”. Fiecare capitol prezintă aceleași personaje principale, dar se desfășoară în moduri diferite. Fiecare capitol oferă răspunsuri, ponturi și indicii misterului precedent, iar în același timp aduce la înaintare alte mistere.
Mai târziu, un dōjin game numit ”Higurashi Daybreak”, bazat pe seria ”Higurashi” și prezentând un scenariu original de Ryukishi07, a fost creat de Twilight Frontier, creatorii jocurilor ”Immaterial and Missing Power” și ”Etrnal Fighter Zero”. ”Higurashi Daybreak” a fost lansat pe 13 august, 2006.
Un joc video pentru PlayStation 2 cu numele de ”Higurashi no Naku Koro ni Matsuri” (ひぐらしのなく頃に祭 When Cicadas Cry Festival) a fost lansat de Alchemist pe data de 22 februarie, 2007. Datorită popularității jocului ”Matsuri”, un al doilea joc pentru PlayStation 2, cunoscut ca ”Higurashi no Naku Koro ni Matsuri: Kakera Asobi” (ひぐらしのなく頃に祭カケラ遊び When Cicadas Cry Festival: Playing with the Pieces), a fost lansat pe 20 decembrie, 2007.

## Personaje

Personajele principale din "Higurashi no Naku Koro ni" (din față în spate): Rena Ryugu, Rika Furude, Satoko Hojo, (de la stânga la dreapta) Mion Sonozaki și Keiichi Maebara

În ”Higurashi no Naku Koro ni” există șase personaje principale care apar în aproape fiecare scenariu. Protagonistul seriei este Keiichi Maebara, un tânăr care s-a mutat recent în Hinamizawa cu familia lui, și a început să se adapteze vieții în provincie. Datorită carismei sale, acesta își face ușor prieteni.
Una din cele mai bune prietene ale lui este o fată de aceași vârstă, numită Rena Ryugu. Ea, asemenea lui, este nouă în Hinamizawa, aceasta întorcându-se din Ibaraki cu un an înainte de începerea poveștii. Aceasta are o obsesie pentru lucrurile care le consideră drăguțe—în general, ceilalți nu sunt de aceași părere cu ea—și de obicei caută asemenea lucruri în groapa de gunoi a satului pentru a le aduce acasă. Înainte de a-l cunoaște pe Keiichi, Rena a fost prietenă cu o fată cu un an mai mare decât ea, numită Mion Sonozaki, care este privită ca lidera grupului și a clubului din care fac parte. Mion este băiețoasă, ținând ascunsă partea sa feminină. Mion are o soră geamănă, Shion, care locuiește în apropierea satului Okinomiya.
În club mai sunt și alte fete mai tinere decât Keiichi,Mion și Rena. Una din ele este Satoko Hojo, o fată deșteaptă foarte pricepută în a monta capcane și a juca jocuri cu prietenii ei. Ea are o personalitate energică și răutăcioasă, dar ascunde un trecut plin de traume. Satoko de asemenea a avut un frate mai mare nimit Satoshi. Prietena ei, Rika Furude, este descrisă de săteni ca fiind moștenitoarea templului din sat. În ciuda vârstei, Rika este uneori foarte înțeleaptă.

### Personajele principale
Keiichi Maebara (前原 圭一 Maebara Keiichi)
Vocea: Sōichirō Hoshi (Japoneză), Grant George (Engleză), Goki Maeda (Film)
Keiichi este protagonistul primul trei planuri ”întrebătoare”. Fiul unui artist celebru, familia lui s-a mutat recent în Hinamizawa după un eveniment care a avut loc în orașul lui natal. Datorită carismei și talentului său de a vorbi, își face repede prieteni și devine popular în sat. Mai târziu, în planurile ”Onikakushi-hen” și ”Tatarigoroshi-hen”, acesta devine paranoic și ajunge să ucidă; totuși, puterea sa interioară și credința în prietenii lui pe care le-a dobândit în celelalte planuri ajută la elucidarea misterului. Când a avut nevoie de o armă a folosit vechea bâtă de baseball a lui Satoshi. Mai târziu este dezvăluit faptul că, înainte de a ajunge în Hinamizawa, el a crescut ostenit de școală și că a fost autorul unei serii de crime care implică împușcarea copiilor cu un pistol BB.
Rena Ryugu (竜宮 レナ Ryūgū Rena)
Vocea: Mai Nakahara (Japoneză), Mela Lee (Engleză), Airi Matsuyama (Film)
Rena este o fată care s-a mutat din Ibaraki în Hinamizawa cu un an în urmă și este în aceași clasă ca și Keiichi. Ea are o obsesie pentru lucruri care le consideră drăguțe—de obicei, acele lucruri nu sunt considerate drăguțe și de alții. Din când în când, ea se duce la ”vânătoare de comori” la groapa de gunoi a satului, unde caută lucruri ”drăguțe” pe care le colecționează. Ea are un obicei de a repeta cuvintele de la capătul propozițiilor, cel mai cunoscut exemplu fiind ”kana? kana?” (かな? かな? Lit. ”Mă întreb? Mă întreb?”), iar când găsește ceva drăguț ”Haū! Omochikaerī!” (はぅ〜! お持ち帰りぃ〜!  Lit. "Haū! Vreau să-l iau acasă!"). Din descrierea făcută de Mion, Rena este foarte drăguță ea însăși, dar poate deveni foarte înfricoșătoare când este mânioasă. Când a avut nevoie de o armă a folosit un satâr pe care la găsit la groapa de gunoi (în anime). Numele ei real se dovedește să fie Reina (礼奈), dar la folosit în mod normal înainte de a se muta din Ibaraki în Hinamizawa cu părinții cu un an înainte de începerea evenimentelor. Acolo a aflat că mama ei are o aventură, făcând-o să spargă toate ferestrele din noua ei școală cu o bâtă de baseball și a luat în asalt trei studenții de sex masculin sub influența sindromului din Hinamizawa. Crezând că e blestemată de Oyashiro pentru a pleca din Hinamizawa, Reina a revenit în sat cu tatăl său la puțin timp după incident, și și-a schimbat numele în "Rena" de rușinea părințiilor ei care au divorțat.
Mion Sonozaki (園崎 魅音 Sonozaki Mion)
Vocea: Satsuki Yukino (Japoneză), Kelli Kassidi (Engleză), Rin Asuka (Film)
Mion este colega cea mai înaintată ca vârstă a lui Keiichi, astfel, ea este lidera clasei și a grupului. Ea îl respectă pe Keiichi ca pe un prieten, dar și un rival(mai târziu, fiind precizat că îl iubea). Aceasta se comportă ca un băiat și își spune ”oji-san”( Lit. ”bărbat bătrân”), dar are și o parte feminină. Ea este singurul personaj care nu a fost afectat de paranoia. Numele ei real este Shion și a fost a doua născută în familie, dar din cauza faptului că ea și sora ei schimbau locurile de la vârste fragede, ea a fost confundată cu Mion.
Shion Sonozaki (園崎 詩音 Sonozaki Shion)
Vocea: Satsuki Yukino (Japoneză), Kelli Kassidi (Engleză)
Shion este sora geamănă a lui Mion, care locuiește în Okinomiya. În ciuda personalităților diferite, ea și Mion adesea schimbă locurile. Prima schimbare a avut loc când ele era foarte mici. Înainte de a fi tatuat simbolul ”oni”, pe sora mai mare, ea a fost confundată cu Shion, sora mai mică, ceea ce înseamnă că ea s-a născut ca Mion Sonozaki, sora mai mare. De atunci, Mion și-a schimbat identitatea în Shion. Ea a fost trimisă la o școală privată, dar a plecat de acolo și s-a întors să trăiască în apropierea orașului natal, unde locuia cu Kasai. În ciuda celor întâmplate, ea a rămas prietenă cu Mion. Ea a fost îndrăgostită de Satoshi și dă vina pe Cele Trei Familii din Hinamizawa pentru dispariția lui în ”Watanagashi-hen” și ”Meakashi-hen”; asta, și personalitatea demonică și sadică pe care o manifestă la supărare, o înping la comiterea crimelor. Aceasta lucrează ca o chelnăriță la restaurantul ”Angel-Mort” și este asistenta manager-ului de la ”Hinamizawa Fighters little League team”.
Satoko Hojo (北条 沙都子 Hōjō Satoko)
Vocea: Mika Kanai (Japoneză), Minx Lee (Engleză), Erena Ono (Film)
Satoko este una din colegele de clasă ale lui Keiichi. Ea are un fel mai diferit de a vorbi, terminând toate propozițiile cu ”-wa”. În ciuda vârstei, ea este foarte puternică și foarte pricepută în a întinde capcane. Deși Satoko are o personalitate energică și răutăcioasă în timpul evenimentelor clubului, ea ascunde un trecut plin de traume; părinții ei au murit într-un accident, ea a fost abuzată de părinții adoptivi (unchiul și mătușa ei), iar fratele ei, Satoshi, a dispărut. Totuși, în ”Matsubayashi-hen”, Irie sugerează că ea și-a omorât părinții, această neînțelegându-se bine cu ei. Deși îi este foarte dor de Satoshi, ea crede că acesta se va întoarce dacă ea va fi puternică, iar la un moment dat, ajunge să-l considere pe Keiichi noul ei ”nii-nii” (formă drăguță de la ”frate mai mare”), iar pe Shion ”nee-nee” (un termen drăguț pentru "soră mai mare"). Ea adoră kabocha, și urăște conopida cu brocoli.
Rika Furude (古手 梨花 Furude Rika)
Vocea: Yukari Tamura (Japoneză), Rebecca Forstadt (Engleză), Aika (Film)
Rika este personajul principal din ”Minagoroshi-hen”. Ea este în aceași clasă ca și Satoko, și o foarte bună prietenă de-a ei, cele două locuind în aceași casă. Ea este prezentată de săteni ca moștenitoarea templului și joacă rolul de ”miko” la festivalul Watanagashi. Ea a fost lidera casei Furude de când au murit părinții ei, dar rar se duce la adunările satului din cauza vârstei. Ea nu vorbește mult, dar îi place să zică cuvinte fără sens ca ”mi-” și ”nipa-” iar de obicei termină enunțurile cu ”-nano desu”. Ei îi place să descrie evenimente folosindu-se de efecte sonore, de exemplu ”Mașina mergea ‘nya nya’ și ‘Scritch scritch’ “ sau spune ”Clap!Clap!Clap!” când aplaudă.
Hanyū Furude (古手羽入 Furude Hanyū)
Vocea: Yui Horie
Hanyū este misterioasa ”studentă transferată” din ”Matsuribayashi-hen”. Ea are o pereche ce coarne pe cap unul fiind mai șlefuit (totuși, nimeni nu observă și nu le menționează) asta fiind în anime. În romanele normale Keiichi a crezut că coarnele ei sunt jucării, dar după ce a spus asta Hanyu a devenit sensibilă, dar își cere scuze și membrii clubului îl tachinează spunându-i că are "un corn între picioare. Dar în anime doar Takano le-a observat și a descris-o pe Hanyu ca fiind un "monstru" ceea ce i-a aprins lui Hanyu ura pentru Takano. De fapt, ea a fost vizibilă pentru Rika toată viața ei, dar doar în ”Matsuribayashi-hen” și ”Miotsukushi-hen” ea interacționează și cu alte persoane. Asemenea multor altor personaje, aceasta devine înspăimântătoare când este mânioasă. Ea este cea responsabilă pentru repetarea lunii iunie din 1983, pe care a creat-o cu scopul de a o salva pe Rika de la moarte. Ea este foarte supusă, iar de obicei când este emoționată face un zgomot ca ”Au,au,au,au…”. Aceasta detestă alcolul și kimchi spre deosebire de Rika. Rika de obicei se referă la ea ca ”Oyashiro-sama” când vorbește cu alte personaje dar nu se gândește la ea ca la Oyashiro-sama, ci ca pe o prietenă. Ea tinde la fel ca Rika să termine propozițiile cu nano desu (este atât de). În Higurashi no Naku Koro ni Rei, Hayu îi spune lui Rika, că a fost sacrificată pentru a ispă și păcatele oameniilor din sat, și Hanyu i-a cerut lui Oka Furude (fiica proprie a lui Hanyu și strămoșul lui Rika, care seamănă fizic aproape identic cu Rika), să-i ucidă pentru a face satul un loc mai bun.

## Subiectul
”Higurashi no Naku Koro ni” are loc în iunie 1983, într-un sat fictiv numit Hinamizawa (雛見沢)(bazat pe satul Shirakawa, Gifu), care are o populație de aproximativ 2000 de locuitori. Personajul principal, Keiichi Maebara, se mută în Hinamizawa și devine prieten cu noile colege de clasă, Rena Ryugu, Mion Sonozaki, Rika Furude și Satoko Hojo. Keiichi se alătură grupului lor care ținea activități după școală, de obicei jocuri. Hinamizawa pare un sat normal și liniștit pentru Keiichi. Totuși, pacea se termină după încheierea festivalului Watanagashi, un festival care comemorează zeul satului, Oyashiro-sama. Atunci Keiichi află că în fiecare an, timp de patru ani, în noaptea festivalului, o persoană este ucisă iar alta dispare. După scurt timp, Keiichi devine tot mai captivat de evenimentele ciudate care se petreceau în noaptea festivalului Watanagashi și de Oyashiro-sama. În fiecare plan narativ, el sau unu din prietenii lui devin paranoici, iar o crimă este comisă.

### Planuri narative
În jocul ”Higurashi”, există numeroase ”planuri narative”, numărul original a fost de opt, iar acestea erau împărțite în planuri ”întrebătoare” și planuri care conțineau răspunsul. Planurile care conțin răspunsul recapitulează în general evenimentele petrecute în planul ”întrebător” care îi corespunde, dar dintr-o perspenctivă diferită, schimbănd protagonistul pentru a elucida misterele și a veni cu concluzii diferite.

#### Planuri ”întrebătoare”
Primele patru jocuri ale seriei au fost menite pentru a introduce jucătorul în lumea în care se petrece povestea. Aceste planuri nu au un răspuns concret, astfel lăsând jucătorul să-și formeze propriile opinii în legătură cu răspunsul.
Onikakushi-hen (鬼隠し編 Spirited Away by the Demon Chapter),(Lansarea:10 august 2002)
Acest capitol introduce jucătorul în lumea ”Higurashi no Naku Koro ni”. Jucătorului îi este prezentată viața liniștită din Hinamizawa, clubul și prietenia personajelor principale. Totuși, lucrurile se schimbă în rău după festivalul Watanagashi, când Keiichi decoperă că prietenii lui îi ascund anumite lucruri. Capitolul o prezintă pe Rena Ryugu ca personaj negativ.
Watanagashi-hen(綿流し編 Cotton Drifting Chapter),(Lansarea:29 decembrie 2002)
Până la acest capitol, jucătorul este deja obișnuit cu viața din Hinamizawa. Încă o dată, capitolul începe inocent, fetivalul Watanagashi marcând din nou începutul evenimentelor sinistre în Hinamizawa. Un blestem antic lovește, iar niște surori nu sunt ceea ce par. Shion Sonozaki își face pentru prima dată apariție, pe când Mion Sonozaki este văzută ca personajul negativ.
Tatarigoroshi-hen(祟殺し編 Curse Killing Chapter),(Lansarea:15 august 2003)
”Tatarigoroshi-hen” este mai lung decât capitolele anterioare, și este considerat cel mai deprimant și derutant. Keiichi încearcă să-și ajute prietenii, dar tot mai mulți oameni mor, arătând că nu este singurul implicat. De această dată, accentul este pus pe Satoko Hojo care este prezentată ca ”victimă”. În ciuda intențiilor bune, Keiichi Maebara este considerat personajul negativ.
Himatsubushi-hen(暇潰し編 Time Wasting Chapter), (Lansarea: 13 august 2004
Acest capitol se desfășoară cu cinci ani înainte de celelalte trei. Spre deosebire de celelalte, acest capitol este prezentat prin ochii lui Mamoru Akasaka, un polițist tânăr din Tokyo care vine în Hinamizawa pentru a investiga răpirea nepotului unui politician. La scurt timp, acesta devine implicat în misterele din Hinamizawa.

#### Planuri care conțin răspunsul
”Higurashi no Naku Koro ni Kai” (ひぐらしのなく頃に解 When Cicadas Cry Solutions) formează planurile care conțin răspunsul. Ultimele patru jocuri ale seriei, care, spre deosebire de prima jumătate, sunt menite să răspundă întrebărilor prezentate în planurile ”întrebătoare”. Aceste planuri pot fi considerate ”soluții” pentru prima serie.
Meakashi-hen(目明し編 Eye Opening Chapter), (Lansarea: 30 decembrie 2004)
Soluția pentru ”Watanagashi-hen”. ”Meakashi-hen” constă în repovestirea evenimentelor din ”Watanagashi-hen” văzute prin ochii lui Shion Sonozaki. În acest capitor, este prezentatul motiv al crimelor—o iubire pierdută.
Tsumihoroboshi-hen(罪滅し編 Atonement Chapter), (Lansarea: 14 august 2005)
Soluția pentru ”Onikakushi-hen”. Spre deosebire de ”Meakashi-hen”, povestea din ”Tsumihoroboshi-hen” este cu mult mai diferită decât cea din planul ”întrebător”. Rena trăiește o întâmplare asemenea lui Keiichi în ”Onikakushi-hen”, devenind distructvă. Acesta este primul capitol cu final fericit, deși unele elemente se dovedesc a fi sinistre.
Minagoroshi-hen(皆殺し編 Massacre Chapter), (Lansarea: 30 decembrie2005)
”Minagoroshi-hen” pare să fie soluția pentru ” Tatarigoroshi-hen”; totuși, este răspunsul pentru multe mistere din prima serie. Este povestit din perspectiva lui Rika Furude. Iar cel mai important, identitatea criminalului este prezentată.
Matsuribayashi-hen(祭囃し編, Festival Accompanying Chapter), (Lansarea: 13 august 2006)
În ”Minagoroshi-hen”, criminalul a fost prezentat. De această dată personajele principale trebuie să-l învingă pe vinovat, să obțină miracolul, și să treacă de bariera de iunie 1983.

#### Planuri suplimentare
Trei planuri suplimentare au fost incluse în ”Higurashi no Naku Koro ni Rei” (ひぐらしのなく頃に礼 When Cicadas Cry Gratitudes). ”Higurashi no Naku Koro ni Rei” a fost lansat pe 31 decembrie 2006.
Saikoroshi-hen(賽殺し編 Dice Killing Chapter)
”Saikoroshi-hen” este epilogul lui ”Matsuribayashi-hen” care se desfășoară cu două luni înainte de evenimentele din el. Rika intră în comă după un accident de mașină, dar se trezește într-o lume complet diferită, în care niciunul din evenimentele tragice din seria principală nu se întâmplaserăȘ Keiichi nu este în Hinamizawa, părinții lui Rena nu divorțaseră, proiectul barajului a fost rezolvat pașnic, iar nici părinții lui Satoko și nici ai lui Rena nu muriseră. Când Rika începe să creadă că nu se poate întoarce în lumea de până acum și hotărăște să trăiască în acea lume perfectă pentru restul vieții, aceasta se trezește și descoperă că totul a fost doar un vis.
Batsukoishi-hen(罰恋し編 Penalty Loving Chapter)
Acest capitol a fost inițial un epilog cu titlul ”Otsukaresama-kai” care venea o dată cu ”Meakashi-hen”, dar a fost considerat prostesc și a fost mutat.
Hirukowashi-hen(昼壊し編 Daybreak Chapter)
”Hirukowashi-hen” este bazat pe ”Higurashi Daybreak”. Rena înghite accidental o magatama, fapt care o face să se îndrăgostească instantaneu de proprietarul perechii acelei magatama.

#### Planuri exclusive din manga
Onisarashi-hen(鬼曝し編 Demon Exposing Chapter)
În ”Onisarashi-hen!, o fată pe nume Natsumi este bântuită de dezastrul care s-au petrecut în Hinamizawa. La scurt timp după ce bunica ei—o fostă locuitoare din Hinamizawa—îi povestește de blestemul lui Oyashiro, Natsumi se trezește într-o zi cu mâinile pline de sânge. Akasaka și Oishi apar de asemenea în poveste.
Yoigoshi-hen(宵越し編, Overnight Chapter)
În acest capitol, Rena a ars școala și i-a ucis pe Mion și pe prietenii ei. Mulți ani mai târziu, în 2006, un grup de cinci persoane se întâlnește accidental, iar una din ele susține că e Mion.
Utsutsukowashi-hen(現壊し編, Reality Breaking Chapter)
Shion este trimisă la o școală numai pentru fete, St. Lucia Academy. Într-o zi, corpul unui profesor este găsit plutind în piscină iar prima persoană care l-a găsit, Mizuho Kōsaka, este chemată să dea mai multe detalii. Shion aude zvonuri conform cărora, bunica lui Mizuho dorea să o omoare pe Mizuho. Astfel, Shion se apropie de Mizuho.

#### Planuri exclusive din anime
Yakusamashi-hen(厄醒し編, Disaster Awakening Chapter)
Acest plan este introdus în seria a doua; a fost transmis înainte de ”Minagoroshi-hen” și ”Matsuribayashi-hen”. Ryukishi07 a cerut personal crearea acestui plan pentru a include informații care au fost omise de prima serie. În ”Yakusamashi-hen”, Keiichi, Rena, Mion, Satoko, Rika și Shion merg la aceași școală fără probleme. Keiichi nu simte că prietenii i-ar ascunde anumite lucruri. În acest șcenariu, Satoko observă comportamentul ciudat al lui Rika și o aude vorbind de crima care urma să fie comisă. Satoko îi este martoră lui Rika încercând să-l prevină pe Tomitake. La sfârșit, ea moare în spital.

## Audio Drama

"Onisarashi-hen" volumul 1

Există două seturi oficiale de CD-uri audio drama lansate, unul de Wayuta, și unul de Frontier Works. Wayuta a lansat șapte Cd-uri de pa 27 mai 2005 începând cu ”Onikakushi-hen” și continuând cu planurile principale din seria visual novel. Încă două CD-uri vor fi lansate de Wayuta care vor acoperi ”Minagoroshi-hen” și ”Matsuribayashi-hen”. Wayuta de asemenea, a lansat două CD-uri suplimentare numite ”Append Disc 01” lansat pe 29 decembrie 2005 și ”Append Disc 02” lansat pe 26 octombrie 2007. Wayuta a mai lansat două CD-uri care acoperă un plan nou, ”Kataribanashi-hen” (語咄し編), primul pe 25 aprilie 2007, și al doilea pe 9 mai 2008. Frontier Work a lansat două CD-uri, ”Anthology Drama CD 1” pe 22 decembrie 2005, urmat de "Anthology Drama CD 2” pe 24 martie 2006.

## Manga
Există opt titluri principale în seria manga ”Higurashi”, fiind împărțite în patru planuri ”întrebătoare” și patru care conțin răspunsul. Fiecare plan ”întrebător” este alcătuit din două volume. Unul dintre cele mai remarcabile lucruri, la prima vedere, este munca a mai mulți artiști. Karin Suzuragi a desenat Onikakushi-hen, Tsumihoroboshi-hen, și Matsuribayashi-hen, Yutori Hōjō a desenat Watanagashi-hen și Meakashi-hen, Jirō Suzuki a desenat Tatarigoroshi-hen, Yoshiki Tonogai a desenat Himatsubushi-hen, iar Hanase Momoyama a desenat Minagoroshi-hen. O altă manga intitulată ”Kokoroiyashi-hen” (心癒し編, Heart Healing Chapter) este desenată de Yuna Kagesaki și a început să fie publicată în Comp Ace pe 26 august 2008. Seria manga a fost licențiată de Yen Press pentru America de Nord sub numele ”Higurashi When They Cry”.  Manga, inițial, a fost publicată în Yen Plus, primul număr ieșind pe 29 iulie 2008. Inițial, data când se va lansa primul volum în engleză trebuia să fie la începutul lui 2009, dar acum va fi lansată în noiembrie 2008.

### Povești suplimentare
Există trei povești legate de capitolele principale ”Higurashi”, dar cu personaje noi. Prima, numită ”Onisarashi-hen” (鬼曝し編 Demon Exposing Chapter), este desenată de En Kito și a fost publicată între martie 2005 și iulie 2006 în Comp Ace. Următoarea, intitulată ”Yoigoshi-hen” (宵越し編 Overnight Chapter), este desenată de Minori și a post publicată în Gfantasy între 2006 și 2007. Ultima poveste, cunoscută ca ”Utsutsukowashi-hen” (現壊し編 Reality Breaking Chapter) este de asemenea desenată de En Kito și a fost publicată în Comp Ace între 2006 și 2007.

## Roman

### Light novel
Higurashi no Naku Koro ni Gaiden Nekogoroshi-hen
(ひぐらしのなく頃に外伝 猫殺し編 , When Cicadas Cry Extra - Cat Killing Chapter)
”Nekogoroshi-hen” a fost scris de Ryukishi07 cu ilustrații de Karin Suzuki, Yutori Hōjō și Jirō Suzuki. Volumul a fost trimis tuturor celor care au cumpărat ”Onikakushi-hen” Vol. 1, ”Watanagashi-hen” Vol. 1 și ”Tatarigorishi-hen” Vol. 1. Acțiunea din ”Nekogoroshi-hen” se împarte în două părți. Prima jumătate constă în activitățile obișnuite ale grupului, cu aceleași personaje. În cea de-a doua jumătate, membrii decid să meargă într-o zonă abandonată dintr-o suburbie a satului Hinamizawa. Mion le spune povestea despre un prieten din copilărie, numit Prieten A, care a dispărut în acea zonă când se jucau. Friend A a fost găsit de tatăl lui, dar au fost găsiți morți în mașină. Se zvonea că au murit din cauza gazelor otrăvitoare care ieșeau dintr-o ”gaură”, care ducea spre iad.
Higurashi no Naku Koro ni Kuradashi-hen
(ひぐらしのなく頃に 蔵出し編 , When Cicadas Cry - Warehouse Clearance Chapter)
”Kuradashi-hen” a fost scris de Ryukishi07 cu ilustrații de Tonogai Yoshiki, Karin Suzuki, Yutori Hōjō și Mimori. Acest volum a fost trimis celor care au cumpărat ”Himatsubushi=hen” Vol. 2, ”Tsumihoroboshi-hen” Vol. 1, ”Maekashi-hen” Vol. 1 și ”Yoigoshi-hen” Vol. 1. Ața cum sugerează și titlul, romanul conține o varietate de idei pe care Ryukishi07 nu le-a putut incorpora în joc.
Higurashi no Naku Koro ni Matsuri Hajisarashi-hen
(ひぐらしのなく頃に祭 羞晒し編 , When Cicadas Cry Festival - Shyness Exposing Chapter)
”Hajisarashi-hen” a fost scris de Ryukishi07 cu ilustrații de Rato. Romanul era inclus cu ediția limitată a jocului pentru PlayStation 2, ”Higurashi no Naku Koro ni Matsuri”.

### Romane normale

"Higurashi no Naku Koro ni Matsuri"

În iulie 2007, Kodansha Box a anunțat publicarea romanelor ”Higurashi no Naku Koro ni”. Primele patru planuri narative au fost lansate în șapte volume în următoarele șapte luni, fiecare adaptate de însuși Ryukishi07.
Higurashi no Naku Koro ni Dai 1 Wa: Onikakushi-hen Jō
 (ひぐらしのなく頃に　第1話～鬼隠し編～（上） When Cicadas Cry Part 1 ~Spirited Away by the Demon Chapter~ (Volumul 1)?)
August 2007, ISBN 978-4-06-283637-1
Higurashi no Naku Koro ni Dai 1 Wa: Onikakushi-hen Ge
 (ひぐらしのなく頃に　第1話～鬼隠し編～（下） When Cicadas Cry Part 1 ~Spirited Away by the Demon Chapter~ (Volumul 2)?)
Septembrie 2007, ISBN 978-4-06-283641-8
Higurashi no Naku Koro ni Dai 2 Wa: Watanagashi-hen Jō
 (ひぐらしのなく頃に　第2話～綿流し編～（上） When Cicadas Cry Part 2 ~Cotton Drifting Chapter~ (Volumul 1)?)
Octombrie 2007, ISBN 978-4-06-283646-3
Higurashi no Naku Koro ni Dai 2 Wa: Watanagashi-hen Ge
 (ひぐらしのなく頃に　第2話～綿流し編～（下） When Cicadas Cry Part 2 ~Cotton Drifting Chapter~ (Volumul 2)?)
Noiembrie 2007, ISBN 978-4-06-283649-4
Higurashi no Naku Koro ni Dai 3 Wa: Tatarigoroshi-hen Jō
 (ひぐらしのなく頃に 第3話～祟殺し編~(上)  When Cicadas Cry Part 3 ~Curse Killing Chapter~ (Volumul 1)?)
Decembrie 2007, ISBN 978-4-06-283653-1
Higurashi no Naku Koro ni Dai 3 Wa: Tatarigoroshi-hen Ge
 (ひぐらしのなく頃に 第3話～祟殺し編~(下)  When Cicadas Cry Part 3 ~Curse Killing Chapter~ (Volumul 2)?)
Ianuarie 2008, ISBN 978-4-06-283649-4
Higurashi no Naku Koro ni Dai 4 Wa: Himatsubushi-hen
 (ひぐらしのなく頃に 第4話～暇潰し編~  When Cicadas Cry Part 4 ~Time Wasting Chapter~?)
Februarie 2008, ISBN 978-4-06-283657-9
Higurashi no Naku Koro ni Kai Dai 1 Wa: Meakashi-hen Jō
 (ひぐらしのなく頃に解 第1話～目明し編~(上)  When Cicadas Cry Solutions Part 1 ~Eye Opening Chapter~ (Volumul 1)?)
Mai 2008, ISBN 978-4-06-283664-7

## Anime
Prima serie anime, produsă de Studio Deen și regizată de Chiaki Kon, acoperă patru planuri ”întrebătoare” și două planuri care conțin răspunsul. Adaptarea anime ”Higurashi no Naku Koro ni” inițială a fost transmisă în Japonia între 4 aprilie 2006 și 26 septembrie 2006, cuprinzând douăzeci și șase de episoade. Seria nu se mai transmite, fiind disponibilă doar pe DVD în Japonia, Franța și America de Nord. Totuși, în America de Nord, numai trei din cele șase DVD-uri au fost lansate, sub numele ”When They Cry:Higurashi”. Pe 3 iulie 2008, Geneon Entertainment și Funimation Entertainment au căzut de acord să distribuie anumite titluri în America de Nord, printre care și ”Higurashi”. Persoanele din Japonia care au compărat toate cele nouă DVD-uri ale primului sezon au avut șansa să primească un DVD special numit ”Higurashi no Naku Koro ni Gaiden Nekogoroshi-hen”, bazat pe scurta poveste dată celor care au cumpărat manga. O continuare a seriei, bazată pe noile planuri narative shi două din cele inițiale, intitulată ”Higurashi no Naku Koro ni Kai”, a fost transmisă în Japonia între 6 iulie 2007 și 17 decembrie 2007, cuprinzând douăzeci și patru episoade. Cea de-a doua serie conține personaje diferite. Un OVA intitulat ”Higurashi no Naku Koro ni Rei” va fi lansat pe 26 decembrie 2008.

### Întârzierea
Ca rezultat al crimei din septembrie 2007 din Japonia când șeful poliției a fost ucis de fiica lui de 16 ani cu un topor, fiind anumite asemănări cu câteva șcene din anime-ul ”Higurashi”, transmiterea ultimelor episoade din ”Higurashi no Naku Koro ni Kai” și School Days, a fost oprită de un număr de televiziuni nipone; totuși, AT-X, TV Saitama și Sun TV au anunțat că vor transmite episoadele așa cum era programt.

## Filmul
O adaptare “live action” a seriei, regizată de Ataru Oikawa, a avut premiera în cinematografele nipone pe 10 mai 2008. Filmul este o adaptare a primului plan narativ, ”Onikakushi-hen”. Gōki Maeda îl joacă pe Keiichi, Airi Matsuyama o joacă pe Rena, Rin Asuka pe Mion, Aika pe Rika, și Erena Ono pe Satoko. Un al doilea film, urmează să apară.